# Premis Butaca de 2019
Els Premis Butaca de 2017 es van lliurar al Mercat de les Flors de Barcelona el 14 de juliol de 2019, en la seva vint-i-cinquena edició, presentada pels seus fundadors, Toni Martín i Glòria Cid.

## Palmarès i nominacions[2]

### Premi Butaca al millor muntatge teatral
| Obra                              | Productora                                                       | Resultat  |
| --------------------------------- | ---------------------------------------------------------------- | --------- |
| Àngels a Amèrica                  | Teatre Lliure                                                    | Guanyador |
| La bona persona de Sezuan         | Teatre Nacional de Catalunya                                     | Nominat   |
| Dogville: un poble qualsevol      | Teatre Lliure                                                    | Nominat   |
| Escape Room                       | Arriska/Grup Focus                                               | Nominat   |
| El gran mercado del mundo         | Teatre Nacional de Catalunya/Compañía Nacional de Teatro Clásico | Nominat   |
| L'habitació del costat            | La Brutal/La Villarroel                                          | Nominat   |
| Només una vegada                  | La Pocket/Festival Grec 2018                                     | Nominat   |
| L'omissió de la família Coleman   | Temporada Alta                                                   | Nominat   |
| La reina de la bellesa de Leenane | La Perla 29                                                      | Nominat   |
| La tendresa                       | T de Teatre/Dagoll Dagom                                         | Nominat   |

### Premi Butaca al millor musical
| Obra                         | Productora                   | Resultat  |
| ---------------------------- | ---------------------------- | --------- |
| La jaula de las locas        | Nostromo Live                | Guanyador |
| Fun Home                     | No Day but Today             | Nominat   |
| Els Jocs Florals de Canprosa | Teatre Nacional de Catalunya | Nominat   |
| Maremar                      | Dagoll Dagom                 | Nominat   |

### Premi Butaca al millor espectacle de dansa
| Obra                   | Productora | Resultat  |
| ---------------------- | --- | --------- |
| Pasionaria             | La Veronal/Mercat de les Flors/Teatros del Canal/Théâtre National de Chaillot/Les Théâtres de la Ville de Luxembourg/Sadler’s Wells/Tanz Im August/ Festival Grec' 18/Oriente Occidente Dance Festival | Guanyador |
| Gran bolero            | Cía. Jesús Rubio Gamo/Mercat de les Flors/Teatros del Canal | Nominat   |
| On Goldberg Variations | Mal Pelo/Teatre Nacional de Catalunya/Dansa Quinzena Metropolitana de BCN | Nominat   |
| La oscilante           | Pol Jiménez | Nominat   |

### Premi Butaca al millor espectacle de petit format
| Obra                      | Productora                                                       | Resultat  |
| ------------------------- | ---------------------------------------------------------------- | --------- |
| Una gossa en un descampat | Sala Beckett/Festival Grec 2018                                  | Guanyador |
| Els ocells                | La Calòrica/Temporada Alta                                       | Nominat   |
| Lapònia                   | Hause&Richman / Velvet Events                                    | Nominat   |
| Stabat Mater              | Companyia Montse Esteve/Teatre Nacional de Catalunya             | Nominat   |
| Travy                     | Teatre Lliure                                                    | Nominat   |
| Vania                     | Heartbreak Hotel/Titus Andrònic/Teatros del Canal/Temporada Alta | Nominat   |

### Premi Butaca a la millor espectacle per a públic familiar
| Obra                      | Productora                                     | Resultat  |
| ------------------------- | ---------------------------------------------- | --------- |
| Ballar és cosa de llibres | Plataforma cultural La Diürna                  | Guanyador |
| Amour                     | Cia. Marie de Jongh                            | Nominat   |
| Rhumans                   | Teatre Lliure/Velvet Events/Festival Grec 2018 | Nominat   |

### Premi Butaca a la millor direcció
| Director/a        | Obra                              | Resultat  |
| ----------------- | --------------------------------- | --------- |
| Sergi Belbel      | Una gossa en un descampat         | Guanyador |
| Xavier Albertí    | El gran mercado del mundo         | Nominat   |
| Oriol Broggi      | La bona persona de Sezuan         | Nominat   |
| Àngel Llàcer      | La jaula de las locas             | Nominat   |
| Julio Manrique    | La reina de la bellesa de Leenane | Nominat   |
| Oriol Pla         | Travy                             | Nominat   |
| Jordi Prat i Coll | Els Jocs Florals de Canprosa      | Nominat   |
| Magda Puyo        | Stabat Mater                      | Nominada  |
| Àlex Rigola       | Vania                             | Nominat   |
| David Selvas      | Àngels a Amèrica                  | Nominat   |

### Premi Butaca a la millor actriu
| Actriu               | Obra                              | Resultat   |
| -------------------- | --------------------------------- | ---------- |
| Clara Segura         | La bona persona de Sezuan         | Guanyadora |
| Mercè Arànega        | Shirley Valentine                 | Nominada   |
| Montse Esteve        | Stabat Mater                      | Nominada   |
| Marta Marco          | La reina de la bellesa de Leenane | Nominada   |
| Maria Rodríguez Soto | Una gossa en un descampat         | Nominada   |

### Premi Butaca al millor actor
| Actor          | Obra                    | Resultat  |
| -------------- | ----------------------- | --------- |
| Pere Arquillué | Àngels a Amèrica        | Guanyador |
| Roger Coma     | Lapònia                 | Nominat   |
| Pablo Derqui   | Com els grecs           | Nominat   |
| Eduard Farelo  | Una ilíada              | Nominat   |
| Lluís Homar    | La neta del senyor Linh | Nominat   |

### Premi Butaca a la millor actriu de musical
| Actor            | Obra                         | Resultat   |
| ---------------- | ---------------------------- | ---------- |
| Anna Moliner     | Els Jocs Florals de Canprosa | Guanyadora |
| Mariona Castillo | Fun Home                     | Nominada   |
| Raquel Jezequel  | Carrie, el musical           | Nominada   |
| Elena Tarrats    | Maremar                      | Nominada   |

### Premi Butaca al millor actor de musical
| Actor        | Obra                  | Resultat  |
| ------------ | --------------------- | --------- |
| Àngel Llàcer | La jaula de las locas | Guanyador |
| Albert Bolea | Rent                  | Nominat   |
| Ivan Labanda | La jaula de las locas | Nominat   |
| Joan Vázquez | Ciutat de gespa       | Nominat   |

### Premi Butaca a la millor actriu de repartiment
| Actriu          | Obra                            | Resultat   |
| --------------- | ------------------------------- | ---------- |
| Carlota Olcina  | L'habitació del costat          | Guanyadora |
| Mercè Arànega   | Com els grecs                   | Nominada   |
| Raquel Ferri    | Àngels a Amèrica                | Nominada   |
| Marta Pérez     | La tendresa                     | Nominada   |
| Francesca Piñón | L'omissió de la família Coleman | Nominada   |

### Premi Butaca al millor actor de repartiment
| Actor            | Obra                              | Resultat  |
| ---------------- | --------------------------------- | --------- |
| Toni Gomila      | La bona persona de Sezuan         | Guanyador |
| Enric Auquer     | La reina de la bellesa de Leenane | Nominat   |
| Quim Àvila       | Àngels a Amèrica                  | Nominat   |
| Quimet Pla       | Travy                             | Nominat   |
| Sergi Torrecilla | L'omissió de la família Coleman   | Nominat   |

### Premi Butaca al millor intèrpret femení de dansa
| Actor            | Obra                   | Resultat   |
| ---------------- | ---------------------- | ---------- |
| Ariadna Montfort | Pasionaria             | Guanyadora |
| Federica Porello | On Goldberg Variations | Nominada   |
| Lorena Nogal     | Pasionaria             | Nominada   |

### Premi Butaca al millor intèrpret masculí de dansa
| Actor            | Obra          | Resultat  |
| ---------------- | ------------- | --------- |
| Pol Jiménez      | La oscilante  | Guanyador |
| Manuel Rodríguez | Body on Paper | Nominat   |

### Premi Butaca a la millor escenografia
| Finalistes                           | Obra                              | Resultat   |
| ------------------------------------ | --------------------------------- | ---------- |
| Laura Clos Caturla "Closca"          | Els Jocs Florals de Canprosa      | Guanyadora |
| Josep Iglesias/Oriol Broggi          | La bona persona de Sezuan         | Nominat    |
| Marc Salicrú/Raquel Ibort/Marc Udina | Fun Home                          | Nominats   |
| Sebastià Brosa                       | La reina de la bellesa de Leenane | Nominat    |

### Premi Butaca a la millor il·luminació
| Finalistes     | Obra                         | Resultat  |
| -------------- | ---------------------------- | --------- |
| Pep Barcons    | La bona persona de Sezuan    | Guanyador |
| Mingo Albir    | Àngels a Amèrica             | Nominat   |
| Jordi Berch    | Suite Toc núm. 6             | Nominat   |
| David Bofarull | Els Jocs Florals de Canprosa | Nominat   |

### Premi Butaca al millor vestuari
| Finalistes        | Obra                         | Resultat   |
| ----------------- | ---------------------------- | ---------- |
| Míriam Compte     | La jaula de las locas        | Guanyadora |
| Montse Amenós     | Els Jocs Florals de Canprosa | Nominada   |
| Alejandro Andújar | L'habitació del costat       | Nominat    |
| Albert Pasqual    | Els ocells                   | Nominat    |

### Premi Butaca a la millor caracterització
| Finalistes                | Obra                         | Resultat    |
| ------------------------- | ---------------------------- | ----------- |
| Helena Fenoy/Marta Ferrer | La jaula de las locas        | Guanyadores |
| Ignasi Ruiz               | Àngels a Amèrica             | Nominat     |
| Ignasi Ruiz               | Els Jocs Florals de Canprosa | Nominat     |
| Eva Fernández             | La tendresa                  | Nominada    |

### Premi Butaca al millor text teatral
| Obra                      | Autor/a                        | Resultat  |
| ------------------------- | ------------------------------ | --------- |
| Una gossa en un descampat | Clàudia Cedó                   | Guanyador |
| Lapònia                   | Cristina Clemente/Marc Angelet | Nominats  |
| Només una vegada          | Marta Buchaca                  | Nominada  |
| La memòria perduda        | Pablo Ley                      | Nominat   |

### Premi Butaca a noves dramatúrgies
| Obra                                         | Productora                                | Resultat  |
| -------------------------------------------- | ----------------------------------------- | --------- |
| Suite Toc núm. 6                             | Les Impuxibles/Judith Pujol/María Velasco | Guanyador |
| Excalibur i altres històries d'animals morts | Germans Picohueso                         | Nominat   |
| Mili KK                                      | Jumon Erra/Marc Angelet                   | Nominat   |

### Premi Butaca a la millor coreografia
| Actor                 | Obra                   | Resultat  |
| --------------------- | ---------------------- | --------- |
| Marcos Morau          | Pasionaria             | Guanyador |
| Maria Muñoz/Pep Ramis | On Goldberg Variations | Nominats  |
| Juan Carlos Lérida    | La oscilante           | Nominat   |
| Roser López Espinosa  | Trama                  | Nominada  |

### Premi Butaca a la millor composició
| Finalistes       | Obra                      | Resultat   |
| ---------------- | ------------------------- | ---------- |
| Clara Peya       | Suite Toc núm. 6          | Guanyadora |
| Dani Campos      | El temps que no tindrem   | Nominat    |
| Joan Garriga     | La bona persona de Sezuan | Nominat    |
| Bàrbara Granados | L'últim acte              | Nominada   |

### Premi Butaca al millor espai sonor
| Finalistes           | Obra                              | Resultat  |
| -------------------- | --------------------------------- | --------- |
| Roger Ábalos         | Maremar                           | Guanyador |
| Damien Bazin         | Àngels a Amèrica                  | Nominat   |
| Damien Bazin         | La reina de la bellesa de Leenane | Nominat   |
| Lucas Ariel Vallejos | Stabat Mater                      | Nominat   |

### Premi Butaca a la millor iniciativa per a públics
| Finalistes                       | Obra                                   | Resultat   |
| -------------------------------- | -------------------------------------- | ---------- |
| Coincidències                    | Terrats en Cultura                     | Guanyadors |
| La Perla 29/La Maleta de Portbou | Festival Escenes de Filosofia i Teatre | Nominat    |
| Teatre Nacional de Catalunya     | Llegir teatre                          | Nominat    |
| Mercat de les Flors              | Programació expandida                  | Nominat    |

### Butaca Honorífica-Anna Lizaran
- Montserrat Soler i Cinta Paloma, abonades.